# کوئیندالاپ
کوئیندالاپ (به انگلیسی: Quindalup) یک شهرک در استرالیا است که در استرالیای غربی واقع شده‌است.